# Walter Chávez (futbolista)
Walter Daniel Chávez Solórzano (n. Portoviejo, Ecuador; 6 de abril de 1994) es un futbolista ecuatoriano. Juega como portero y su equipo actual es Manta Fútbol Club de la Serie A de Ecuador.

## Trayectoria

### Inicios
Realizó las categorías inferiores en los clubes Calceta Sporting Club y Liga de Portoviejo. 

### Liga Deportiva Universitaria
En el 2010 comienza a jugar en Liga Deportiva Universitaria, donde solo participa en la categoría sub-20. En el 2011 es convocado al equipo principal para jugar un partido como alternante y después es removido a las reservas y al no tener espacio en el rol titular, abandona el equipo capitalino en el 2015.

### Colón Fútbol Club
Posteriormente pasa al Colón Fútbol Club, donde debutaría en el profesionalismo en 2015, en el torneo provincial de Segunda Categoría de Manabí.

### Técnico Universitario
En el 2017 ficha por Técnico Universitario obteniendo un contrato hasta diciembre de 2019. Con el rodillo rojo participó en la Copa Ecuador 2018-19, dónde llegó hasta los cuartos de final de dicho torneo cuándo su equipo fue eliminado ante el Club Sport Emelec.

## Selección nacional

### Categorías inferiores
Formó parte de la selección de Ecuador en la categoría sub-15, sub-17 y sub-20. Estuvo en el mundial de México sub-17 de 2011.

#### Participaciones en Sudamericanos
| Campeonato                  | Sede    | Resultado    | Partidos | Goles |
| --------------------------- | ------- | ------------ | -------- | ----- |
| Sudamericano Sub-17 de 2011 | Ecuador | Cuarto lugar | 8        | 0     |

#### Participaciones en Copas del Mundo
| Campeonato                  | Sede   | Resultado        | Partidos | Goles |
| --------------------------- | ------ | ---------------- | -------- | ----- |
| Copa Mundial Sub-17 de 2011 | México | Octavos de final | 2        | 0     |

## Estadísticas

### Clubes
Actualizado al último partido disputado el 3 de agosto de 2025.
| Club                                   | Temporada     | Liga  | Liga  | Copas nacionales | Copas nacionales | Copas internacionales | Copas internacionales | Total | Total |
| Club                                   | Temporada     | Part. | Goles | Part.            | Goles            | Part.                 | Goles                 | Part. | Goles |
| -------------------------------------- | ------------- | ----- | ----- | ---------------- | ---------------- | --------------------- | --------------------- | ----- | ----- |
| Liga Deportiva Universitaria · Ecuador | 2010          | 0     | 0     | -                | -                | -                     | -                     | 0     | 0     |
| Liga Deportiva Universitaria · Ecuador | 2011          | 0     | 0     | -                | -                | 0                     | 0                     | 0     | 0     |
| Liga Deportiva Universitaria · Ecuador | 2012          | 0     | 0     | -                | -                | -                     | -                     | 0     | 0     |
| Liga Deportiva Universitaria · Ecuador | 2013          | 0     | 0     | -                | -                | 0                     | 0                     | 0     | 0     |
| Liga Deportiva Universitaria · Ecuador | 2014          | 0     | 0     | -                | -                | -                     | -                     | 0     | 0     |
| Liga Deportiva Universitaria · Ecuador | Total club    | 0     | 0     | -                | -                | 0                     | 0                     | 0     | 0     |
| Colón F. C. · Ecuador                  | 2015          | 34    | 0     | -                | -                | -                     | -                     | 34    | 0     |
| Colón F. C. · Ecuador                  | 2016          | 39    | 0     | -                | -                | -                     | -                     | 39    | 0     |
| Colón F. C. · Ecuador                  | Total club    | 73    | 0     | -                | -                | -                     | -                     | 73    | 0     |
| Técnico Universitario · Ecuador        | 2017          | 11    | 0     | -                | -                | -                     | -                     | 11    | 0     |
| Técnico Universitario · Ecuador        | 2018          | 15    | 0     | -                | -                | -                     | -                     | 15    | 0     |
| Técnico Universitario · Ecuador        | 2019          | 20    | 0     | 3                | 1                | -                     | -                     | 23    | 1     |
| Técnico Universitario · Ecuador        | 2020          | 30    | 0     | 0                | 0                | -                     | -                     | 30    | 0     |
| Técnico Universitario · Ecuador        | 2021          | 23    | 0     | 0                | 0                | -                     | -                     | 23    | 0     |
| Técnico Universitario · Ecuador        | 2022          | 29    | 0     | 1                | 0                | -                     | -                     | 30    | 0     |
| Técnico Universitario · Ecuador        | 2023          | 28    | 0     | 0                | 0                | -                     | -                     | 28    | 0     |
| Técnico Universitario · Ecuador        | 2024          | 30    | 0     | 2                | 0                | 1                     | 0                     | 33    | 0     |
| Técnico Universitario · Ecuador        | 2025          | 6     | 0     | 0                | 0                | 0                     | 0                     | 6     | 0     |
| Técnico Universitario · Ecuador        | Total club    | 192   | 0     | 6                | 1                | 1                     | 0                     | 199   | 1     |
| Manta F. C. · Ecuador                  | 2025          | 8     | 0     | 0                | 0                | -                     | -                     | 8     | 0     |
| Manta F. C. · Ecuador                  | Total club    | 8     | 0     | 0                | 0                | 0                     | 0                     | 8     | 0     |
| Total carrera                          | Total carrera | 273   | 0     | 6                | 1                | 1                     | 0                     | 280   | 1     |
| 1. 2.                                  |               |       |       |                  |                  |                       |                       |       |       |